# Колюшки (станция)
Колюшки (пол. Koluszki) — пассажирская и грузовая железнодорожная станция в городе Колюшки, в Лодзинском воеводстве Польши. Имеет 3 платформы и 6 путей.
Станция построена на линии Варшаво-Венской железной дороги в 1846 году, когда эта территория была в составе Царства Польского. Теперешнее здание вокзала построено в 1968 году. 